# Пешич, Иван
Иван Пешич (хорв. Ivan Pešić; 6 апреля 1992, Шибеник, Хорватия) — хорватский футболист, вингер.

## Карьера
Футбольную карьеру начал в 2011 году в составе клуба «Хайдук» Сплит. В 2012 году стал игроком австрийского клуба «Аустрия» Клагенфурт. В 2014 году перешёл в «Задар».
В 2015 году переходит в «Сплит». В 2017 году играл за хорватский «Хайдук» Сплит. В 2018 году подписал контракт с клубом «Динамо» Бухарест, за который провел 26 матчей в Чемпионате Румынии.
В начале 2019 года на правах аренды перешёл в казахстанский клуб «Шахтёр» Караганда. В 2020 году провёл два матча за «Кайсар». В составе команды сыграл в Суперкубке Казахстана 2020.
В августе 2020 года подписал двухлетний контракт с полтавской «Ворсклой». В январе 2021 года стало известно, что хорват покинул украинский клуб, на правах аренды отравившись в румынский «Волунтари».
6 апреля 2022 года на правах свободного агента перешёл в минское «Динамо». Дебютировал за клуб 16 апреля 2022 года против «Белшины». В июле 2022 года покинул клуб.
В июле 2022 года перешёл в казахстанский клуб «Каспий».

## Награды
- Орден Хорватской звезды с ликом Франьо Бучара (10 марта 2025 года)[7]